# Dark Bird Is Home
Dark Bird Is Home è il quarto album in studio del cantautore svedese The Tallest Man on Earth, pubblicato nel 2015.

## Tracce
1. Fields of Our Home – 4:29
2. Darkness of the Dream – 5:02
3. Singers – 3:09
4. Slow Dance – 3:39
5. Little Nowhere Towns – 3:30
6. Sagres – 5:15
7. Timothy – 4:19
8. Beginners – 3:16
9. Seventeen – 4:09
10. Dark Bird Is Home – 5:05

Durata totale: 41:53